# Montañas de Les y Bosost
Las Montañas de Les y Bosost (en aranés Montanhes de Les e Bossòst) son un espacio natural situado en el extremo más septentrional del Valle de Arán (Cataluña, España). Es el mejor representante en cuanto a la diversidad y a la singularidad de los bajos niveles de la vertiente norte de los Pirineos españoles. Se trata de uno de los territorios catalanes donde mejor se manifiesta el carácter "pirenaico-atlántico", con los componentes regulares del paisaje atlántico.
Entre sus elementos de interés y los motivos de la inclusión del paraje como espacio natural destaca la existencia de robledales mesófilos de roble albar y de hoja grande. La fauna presenta una gran diversidad y se tiene que remarcar la presencia del oso pardo y del pájaro carpintero mediano. Por otro lado, también son remarcables los lepidópteros, entre los cuales figuran especies muy raras o únicas de los Pirineos.

## Declaración
El Espacio Natural Protegido de las Montañas de Les y Bosost fue incorporado al Plan de Espacios de Interés Natural (PEIN) de la Generalidad de Cataluña por el Decreto 328/1992. Asimismo, fue declarado por primera vez como Lugar de Interés Comunitario (LIC) en 1997 y como Zona de especial protección para las aves (ZEPA) en 2001; posteriormente, fue ampliado como espacio Natura 2000 mediante el Acuerdo del Gobierno 112/2006, de 5 de septiembre, que aprueba la red Natura 2000 en Cataluña (DOGC 4735, de 6-10-2006). Así mismo, mediante el plan especial se realizó su delimitación definitiva. Este plan complementa también el régimen normativo básico de protección establecido por el PEIN con determinaciones específicas por este espacio. Se trata de uno de los espacios gestionados por el Consejo General de Arán.

## Medio físico
Geológicamente, el espacio está constituido por areniscas cambroordovicianos en el sector SE y por pizarras y calizas en los picos noroccidentales. También hay que señalar la presencia cerca de Bosost de granitos moscovita.

## Biodiversidad

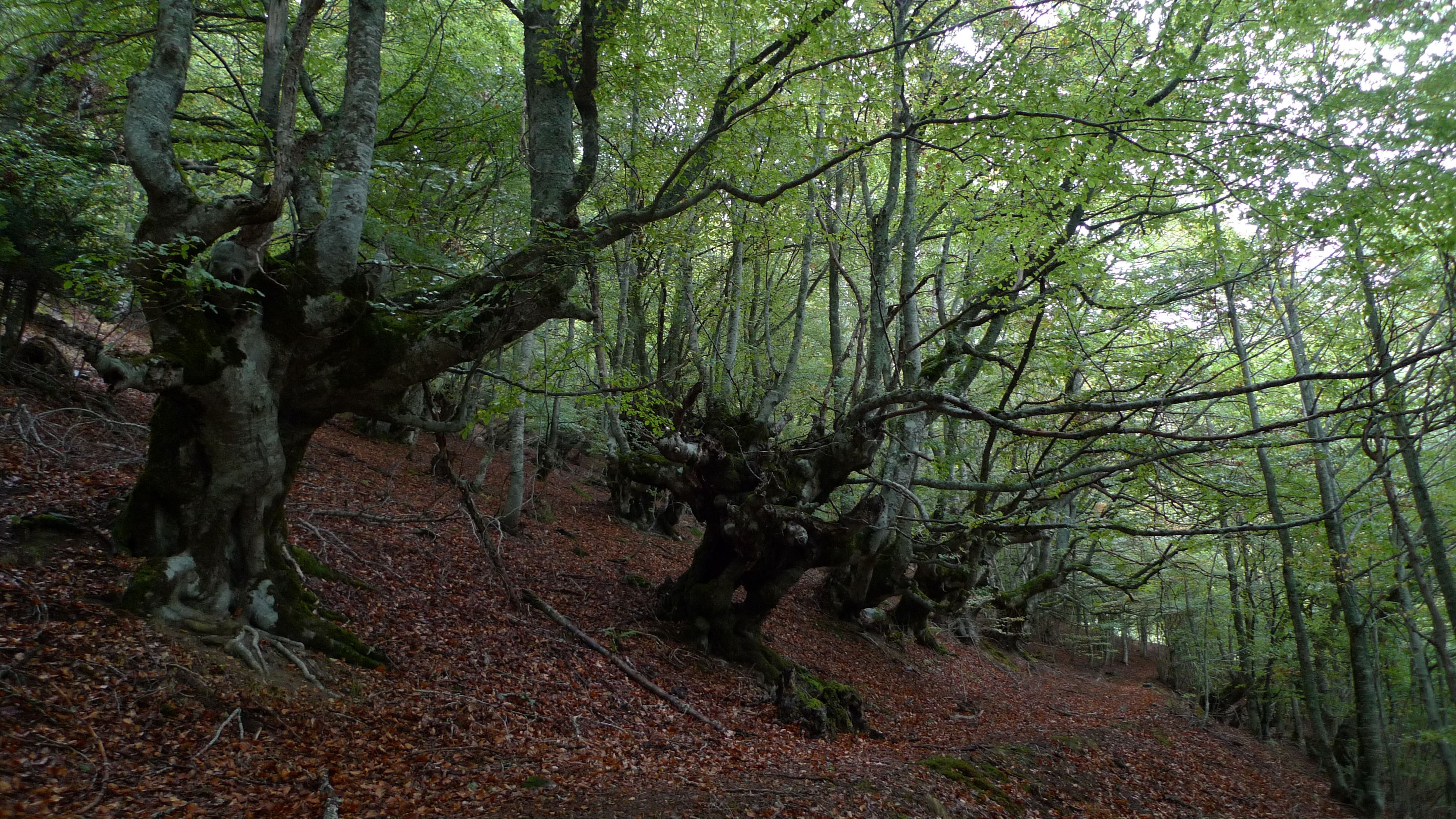
Bosque de hayas de Carlac.

La función principal de los espacios naturales protegidos es conservar muestras representativas de la fauna, la flora y los hábitats propios del territorio, de forma que se puedan desarrollar los procesos ecológicos que dan lugar a la biodiversidad (la amplia variedad de ecosistemas y seres vivos: animales, plantas, sus hábitats y sus genes).

### Flora
En este espacio natural, se encuentra uno de los mejores bosques de caducifolios mesófilos de carácter atlántico del Pirineo. La parte baja de los valles contiene los mejores representantes de los robledales mesófilos de roble albar y roble de hoja grande de Cataluña. Este robledal, propia de los suelos eutróficos, codea con robledales xeromesófilos, abetales y pradera alpina. Por encima de los robledales, entre 800 y 1300 m, se desarrollan los hayedos, típico de estas tierras y muy maduros.
La flora, tanto de plantas superiores como inferiores (especialmente briófitos), es una excelente muestra del elemento corológico atlántico, en la cual hay que remarcar la presencia de numerosas especies raras del resto del territorio.

### Fauna
Hay una serie de especies exclusivas o casi exclusivas de este lugar, como el lúgano (Carduelis spinus), o algunos mamíferos como el desmán de los Pirineos (Galemys pyrenaicus), pero sobre todo destaca la presencia del pájaro carpintero mediano (Dendrocopos medius), especie que depende de los robledales maduros. También destaca el pájaro carpintero pequeño (Dendrocopos minor), el pájaro carpintero negro (Dryocopus martius) y el pájaro carpintero verde (Picurs viridis). En las zonas altas de matorral,  está presente la perdiz pardilla (Perdix perdix) y también el alcaudón dorsirrojo  (Lanius collurio).
Es importante señalar, que en el espacio hay una gran diversidad de artiodáctilos, con especies como el corzo (Capreolus capreolus), el ciervo (Cervus elaphus), el jabalí (Sus scrofa) y, cuando baja de las partes más altas en otoño, también el rebeco (Rupicapra pyrenaica). El oso pardo (Ursus arctos) merodea por el espacio de forma irregular.
En cuanto a la fauna invertebrada, hay que mencionar la diversidad y singularidad de lepidópteros, con especies muy raras o únicas de las tierras catalanas: Scopula immorata y Epirrhoe molluginata.

## Economía
A pesar del progresivo y acusado abandono de las masas forestales que sufre el espacio, se practican aprovechamientos silvícolas puntuales y se pueden encontrar algunos pastos de ganado vacuno y/o de algún pequeño rebaño de ovejas. Pero uno de los usos más desarrollados en la actualidad es la apicultura, con numerosos grupos de polillas esparcidos por la masa forestal del espacio.
Por último, hay que mencionar la presencia de ruinas abandonadas dispersas por el territorio y de algunas edificaciones históricas, como es el castillo de Bosost. Por esta razón, el espacio contiene varias pistas forestales, así como la carretera local de Bausén y la C-230.